# Stazione di Sannomiya

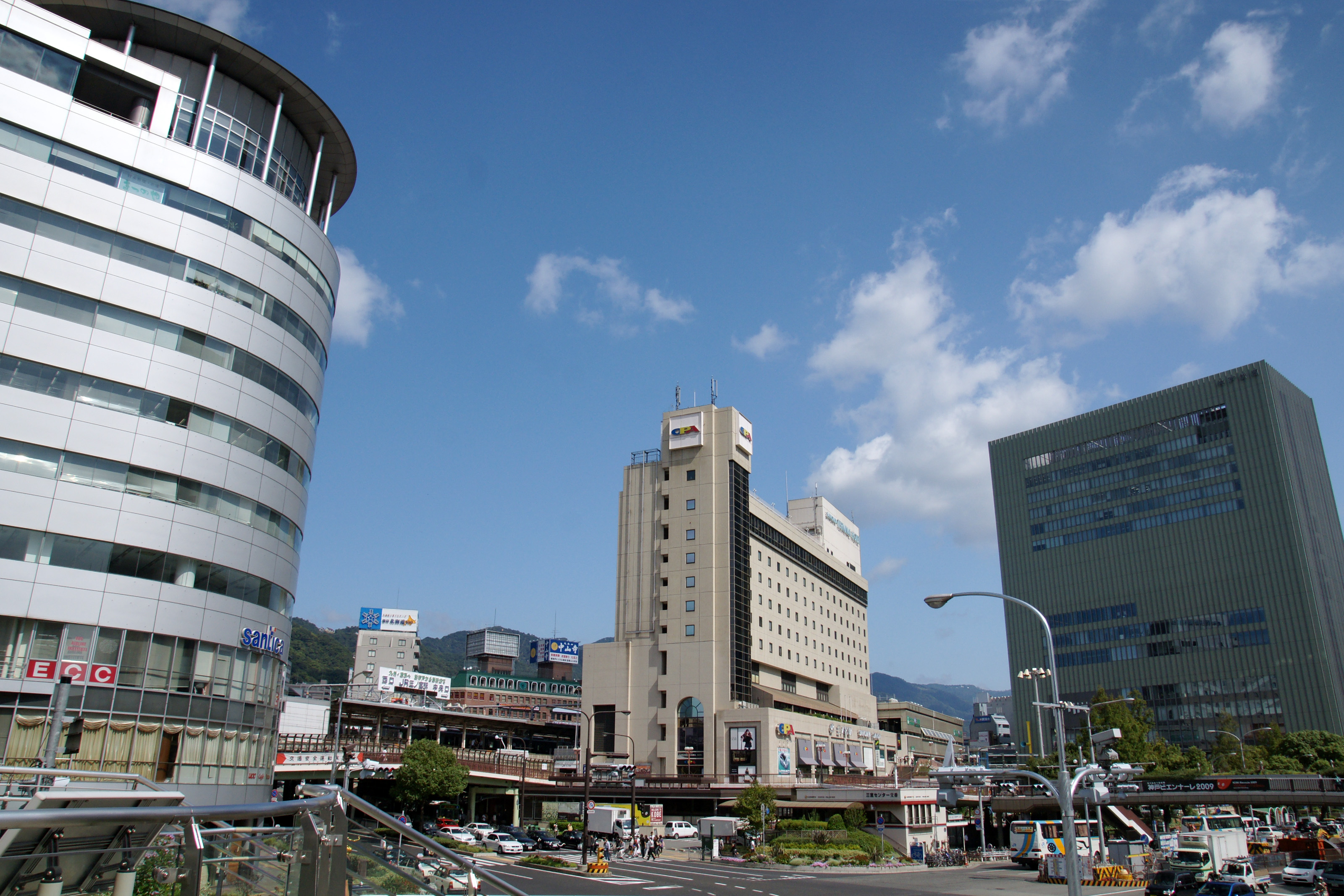
Vista globale della stazione

La stazione di Sannomiya (三宮駅?) è il principale nodo ferroviario della città giapponese di Kōbe, e rappresenta un importante centro di interscambio fra diverse linee appartenenti a diversi gestori: le ferrovie Hankyū con la linea principale Hankyū Kōbe, le ferrovie Hanshin con la linea principale Hanshin, Kobe New Transit, che gestisce la linea Port Island, e la metropolitana di Kōbe, con la linea Seishin-Yamate.
Tramite diversi collegamenti sopraelevati e interrati, il complesso è collegato anche alla stazione di Sannomiya JR West, punto di transito del servizio metropolitano della linea JR Kōbe, e alla stazione di Sannomiya Hanadokei-mae, capolinea della linea Kaigan della metropolitana.

## Stazione ferrovie Hanshin
La stazione delle ferrovie Hanshin è dotata di una banchina con la forma di una lettera "U". I due binari passanti le passano all'esterno (1 e 3), mentre dalla direzione Osaka/Namba proviene un binario (il numero 2) che qui termina la corsa.
Questa configurazione è stata raggiunta nel 2012, dopo diversi lavori di modifica del piano binari. Inizialmente la stazione era di testa.